# Suprémacisme autiste
Le suprémacisme autiste, aussi dénommé suprémacisme aspie (en référence au syndrome d'Asperger) est un courant de pensée de certaines personnes autistes, qui s'inspire du militantisme anti-validiste et soutient l'idée selon laquelle les individus avec syndrome d'Asperger seraient supérieurs à la fois aux autres personnes autistes (non-Asperger), et aux personnes qui ne sont pas autistes (neurotypiques).
Ce concept, qui ne s'appuie sur aucune base médicale factuelle, fait l'objet de nombreuses critiques. 

## Définition
D'après la définition donnée par Anna N. de Hooge, l'idée fondamentale du suprémacisme Aspie consiste à définir une sous-catégorie d'individus autistes (ici, des hommes avec syndrome d'Asperger, blancs de peau, et ayant un emploi productif) et à la différencier des autres catégories de personnes autistes et des personnes qui ne sont pas autistes, en assignant à cette catégorie une supériorité sur toutes les autres.

## Histoire
Anna N. de Hooge a étudié le suprémacisme autiste dans une publication de 2019. Elle détermine que ce mouvement définit la supériorité des individus concernés sur la base de leur blancheur de peau, de leur masculinité, et de leur valeur économique, mettant les origines de cette idéologie en lien avec la collaboration de Hans Asperger au programme d'euthanasie nazi. Pour Heilker, qui cite l'existence du suprémacisme Aspie en 2012, cette idéologie relève à l'origine d'une tentative de définir une identité autiste par la blancheur de peau.
Acevedo et Stoltz lient ce mouvement aux « mésusages de la neurodiversité », et estiment qu'il prend ses sources dans l'idéologie suprémaciste blanche, la structure coloniale, et le système capitaliste qui « renforce l'archétype du citoyen productif et néolibéral ».
Cette idéologie est également à rapprocher du postmodernisme de Jean-François Lyotard, mais elle échoue à justifier les idées qu'elle défend sur une base factuelle. En effet, l'idée d'une catégorie de personnes autistes supérieure aux autres ne s'appuie sur aucune base médicale objective, les notions d'autiste de « haut niveau » et de « bas niveau » étant des catégories sociales mouvantes, et non des catégories médicales factuelles et fixes.
D'après le journaliste Éric Garcia, le second mandat de Donald Trump aux États-Unis, qui débute en 2025, est marqué par une résurgence du suprémacisme aspie, d'une part avec la nomination gouvernementale d'Elon Musk, et d'autre part via un gain de terrain sur des « espaces en ligne très à droite ».

## Manifestations du suprémacisme autiste
De Hooge estime que les médias contemporains véhiculent, pour certains, des idées compatibles avec le suprémacisme aspie. Elle cite à titre d'exemple la série télévisée Sherlock de la BBC, dans laquelle un syndrome d'Asperger non-officiel est évoqué pour le protagoniste, qui par ailleurs en manifeste des traits comportementaux caractéristiques et rappelle régulièrement sa supériorité sur les autres individus.
Elon Musk, propriétaire de Twitter / X, a qualifié d'« observation intéressante » une capture d'écran d'un post de 4chan affirmant que seules les « personnes aneurotypiques » sont capables de penser librement et d'être chargées de déterminer la vérité objective. Le rédacteur Eric Garcia a décrit sa réponse comme une représentation de la description faite par Elon Musk de son propre syndrome d'Asperger, et de l'isolement social et des brimades qu'il a subis en grandissant. Lors de la seconde investiture de Donald Trump, Elon Musk a été accusé d'instrumentaliser l'autisme à des fins de diffusion du suprémacisme Asperger.